# Why Aye Man
Why Aye Man è un brano musicale di Mark Knopfler, distribuito come singolo nel 2002; è inoltre la traccia d'apertura dell'album The Ragpicker's Dream.
Il titolo della canzone è una caratteristica locuzione dialettale del Tyneside che significa «sì, certo». Il pezzo si configura come una canzone di protesta nei confronti dell'operato di Margaret Thatcher, primo ministro britannico dal 1979 al 1990: nel testo, facendo esplicito riferimento all'epoca thatcheriana, vengono raccontate le vicissitudini di alcuni operai dell'Inghilterra settentrionale, costretti a lasciare la terra d'origine e a emigrare in Germania per trovare lavoro. Knopfler ha citato come una delle principali fonti d'ispirazione del brano la raccolta di poesie The Spirit Level di Seamus Heaney.
Il chitarrista interpreta Why Aye Man con una Gibson Les Paul; il brano è stato spesso proposto dal vivo.

## Tracce
1. Why Aye Man – 6:14
2. Small Potatoes – 3:11
3. So Far Away (Live at Shepherd's Bush Empire) – 4:38
4. Speedway at Nazareth (Live at Massey Hall, Toronto) – 7:54

## Classifiche
| Classifica (2002) | Posizione massima |
| ----------------- | ----------------- |
| Germania          | 79                |
| Italia            | 17                |
| Paesi Bassi       | 45                |
| Regno Unito       | 81                |
| Spagna            | 6                 |
| Svizzera          | 85                |